# АНТ-29
АНТ-29 (ДІП-1, рос. ДИП-1 — дальний истребитель пушечный) — радянський експериментальний двомісний винищувач, розроблений в КБ Туполєва у конструкторській бригаді Павла Сухого в 1934 і проходив випробування до 1936 року.
Був озброєний безвідкотними гарматами конструкції Леоніда Курчевського. Гармати не виправдали очікувань і проєкт було скасовано.